# والپرگا
والپرگا (به ایتالیایی: Valperga) یک کومونه در ایتالیا است که در استان تورین واقع شده‌است.

## خصوصیات
والپرگا ۱۱٫۸ کیلومترمربع مساحت و ۳٬۱۸۰ نفر جمعیت دارد.